# Гражданско право
Гражданското право е правен отрасъл на обективното, субективното и позитивното право и правната наука, като се изучава и като приложна университетска дисциплина в юридическите факултети.
Историята на гражданското право се свързва с историята на римското право и понятието за гражданство, чийто правни принципи са възприети в почти всички съвременни законодателства на страните от т.нар. континентална правна система. В римското право за означение на гражданския му отрасъл се използва термина „jus civile“.
В Древен Рим „Jus civile“ се е съпоставяло с „jus gensiu“, което се е прилагало спрямо лица, които не са били римски граждани. Римляните развиват правното понятие, обособявайки го в системата на т.нар. римско частно право. След съставянето на Корпус юрис цивилис, през средновековието на основата на римското частно право, гражданското право се развива на изток във византийското право, а на запад като самостоятелен и светски дял, равностоен и паралелно развиващ се на каноничното право.
В по-ново време, терминът гражданско право се изпълва със съдържание с влизането в сила на гражданските кодекси на западноевропейските страни и в частност Френския граждански кодекс (ФГК) от 1804 г. по времето на Наполеон Бонапарт и на Германския граждански законник (ГГЗ) след обединението на Германия при Бисмарк (в сила от 1900 г.).
Днес гражданското право е най-големият отрасъл от обективното право. Съвременните правни системи са романска и пандектна. Пандектната система е по-нова и съответно по-развита, по-съвършена от гледна точка на правната логика и с оглед практическо удобство при правоприлагането. Тя е като цяло всеобщо наложила се в по-голямата част от законодателствата на европейските страни, включително и като организационна система на българското гражданско право.